# Synagelides ullerensis
Synagelides ullerensis är en spindelart som beskrevs av Andrzej Bohdanowicz 1987. Synagelides ullerensis ingår i släktet Synagelides och familjen hoppspindlar. Inga underarter finns listade i Catalogue of Life.